# Csitári-patak
A Szentlélek-patak a Cserhátban ered, Nógrádmarcal településtől délkeletre, Nógrád vármegyében, mintegy 310 méteres tengerszint feletti magasságban. A patak forrásától kezdve északnyugati irányban halad, majd Őrhalom nyugati részénél éri el a Ipolyt.

## Mellékvízei
- Burós-patak

## Part menti települések
- Nógrádmarcal
- Nógrádgárdony
- Csitár
- Őrhalom